# Investiční trojúhelník
Investiční trojúhelník je základní model finanční teorie, který znázorňuje tři hlavní parametry, jež ovlivňují každé investiční rozhodnutí: výnos, riziko a likviditu. Tyto tři faktory spolu vzájemně souvisejí a změna jednoho obvykle ovlivní i zbývající dva. Model slouží jako pomůcka pro investory při rozhodování o struktuře a povaze jejich investic s ohledem na vlastní finanční cíle, časový horizont a toleranci k riziku.

## Princip trojúhelníku
Investiční trojúhelník vyjadřuje, že žádná investice nemůže současně dosahovat vysokého výnosu, nízkého rizika a vysoké likvidity. V praxi je třeba mezi těmito třemi prvky nalézt kompromis, neboť jejich souběžná maximalizace není možná. Například vysoce výnosná investice bývá obvykle spojena s vyšším rizikem, zatímco nízkoriziková aktiva mívají nižší výnos a často také nižší likviditu.

### Tři pilíře investičního trojúhelníku

#### Výnos
Výnos představuje zhodnocení vložených prostředků v čase – může jít o úrok, dividendu, růst tržní hodnoty aktiva nebo kombinaci těchto složek. Investoři přirozeně usilují o co nejvyšší výnos, který je však často vykoupen vyšším rizikem či omezenou likviditou.

#### Riziko
Riziko vyjadřuje nejistotu ohledně budoucího vývoje investice – tedy možnost, že výnos nebude odpovídat očekávání, nebo že dojde ke ztrátě části či celé investované částky. Mezi hlavní typy investičních rizik patří riziko tržní, úvěrové, likvidní a inflační.

#### Likvidita
Likvidita znamená, jak snadno a rychle lze investici přeměnit zpět na hotovost bez výrazné ztráty hodnoty. Vysoce likvidní jsou například akcie velkých firem obchodovaných na burze, zatímco nemovitosti či některé alternativní investice mají likviditu nižší.

## Využití v praxi
Investiční trojúhelník je užitečným nástrojem při tvorbě investiční strategie, a to jak pro drobné investory, tak pro profesionální správce aktiv. Slouží k posouzení vhodnosti daného aktiva vzhledem k individuálním investičním cílům. Například investor hledající stabilní výnos a nízké riziko bude inklinovat k dluhopisům nebo nástrojům peněžního trhu, zatímco investor s vyšší tolerancí k riziku může preferovat akcie, nemovitosti či kryptoměny s cílem dosáhnout vyššího výnosu.

## Kritika a omezení modelu
Model investičního trojúhelníku je užitečný zejména jako vizuální a strategický rámec, ale v reálném světě může být zjednodušující. Mezi další faktory, které model nezohledňuje, patří například daňové aspekty, časová hodnota peněz, psychologické chování investorů nebo regulatorní prostředí. Přesto zůstává široce používaným nástrojem v oblasti finanční gramotnosti a základní investiční analýzy.